# Nesioneta lepida
Nesioneta lepida là một loài nhện trong họ Linyphiidae.
Loài này thuộc chi Nesioneta. Nesioneta lepida được Alfred Frank Millidge miêu tả năm 1991.